# Сан-Вісенте-де-ла-Сонсьєрра
Сан-Вісенте-де-ла-Сонсьєрра (ісп. San Vicente de la Sonsierra) — муніципалітет в Іспанії, у складі автономної спільноти Ла-Ріоха. Населення — 1150 осіб (2009).
Муніципалітет розташований на відстані близько 250 км на північ від Мадрида, 27 км на північний захід від Логроньйо.

## Демографія
Динаміка населення (INE ):

## Галерея зображень

Розташування муніципалітету
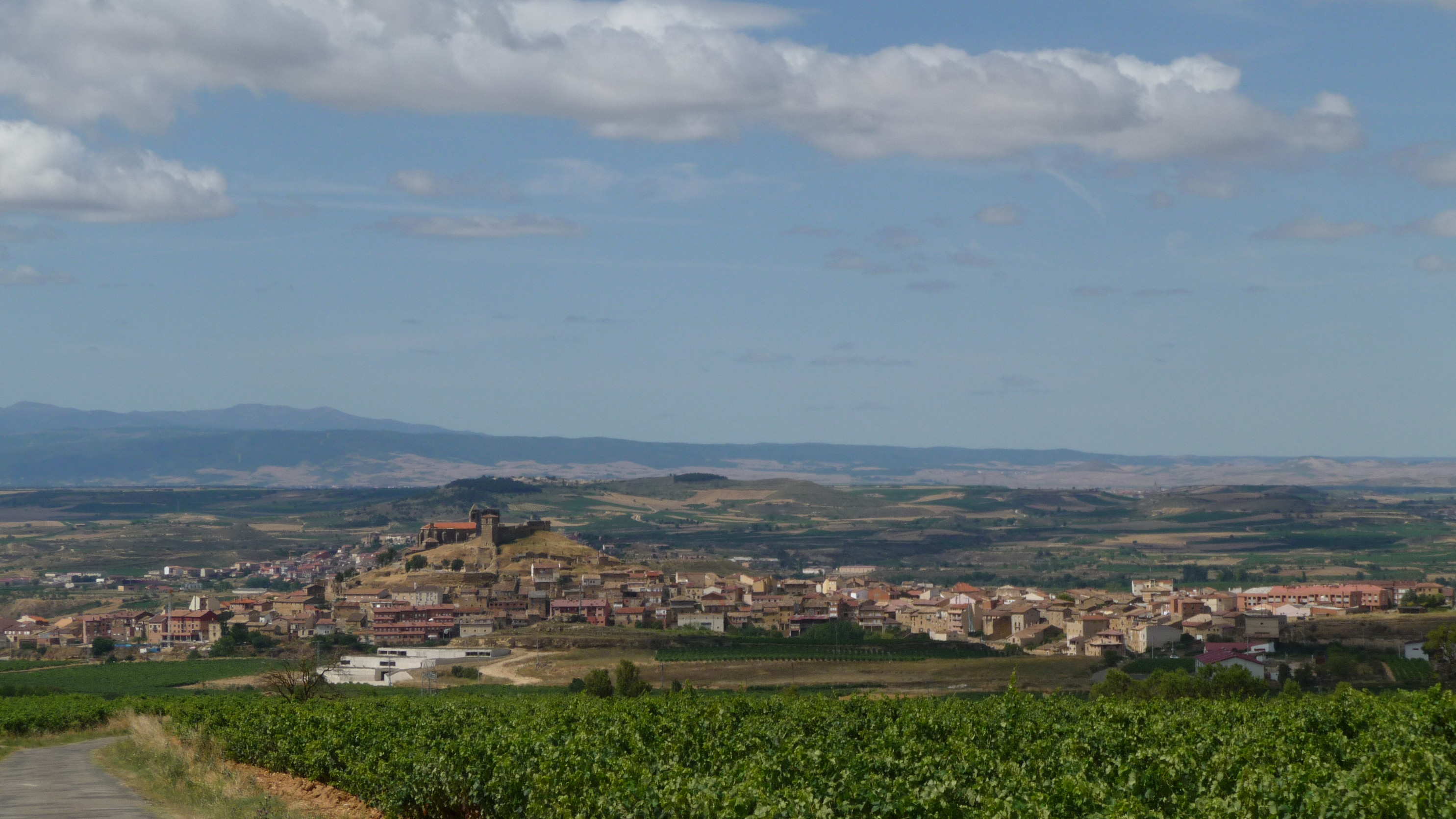
Сан-Вісенте-де-ла-Сонсьєрра
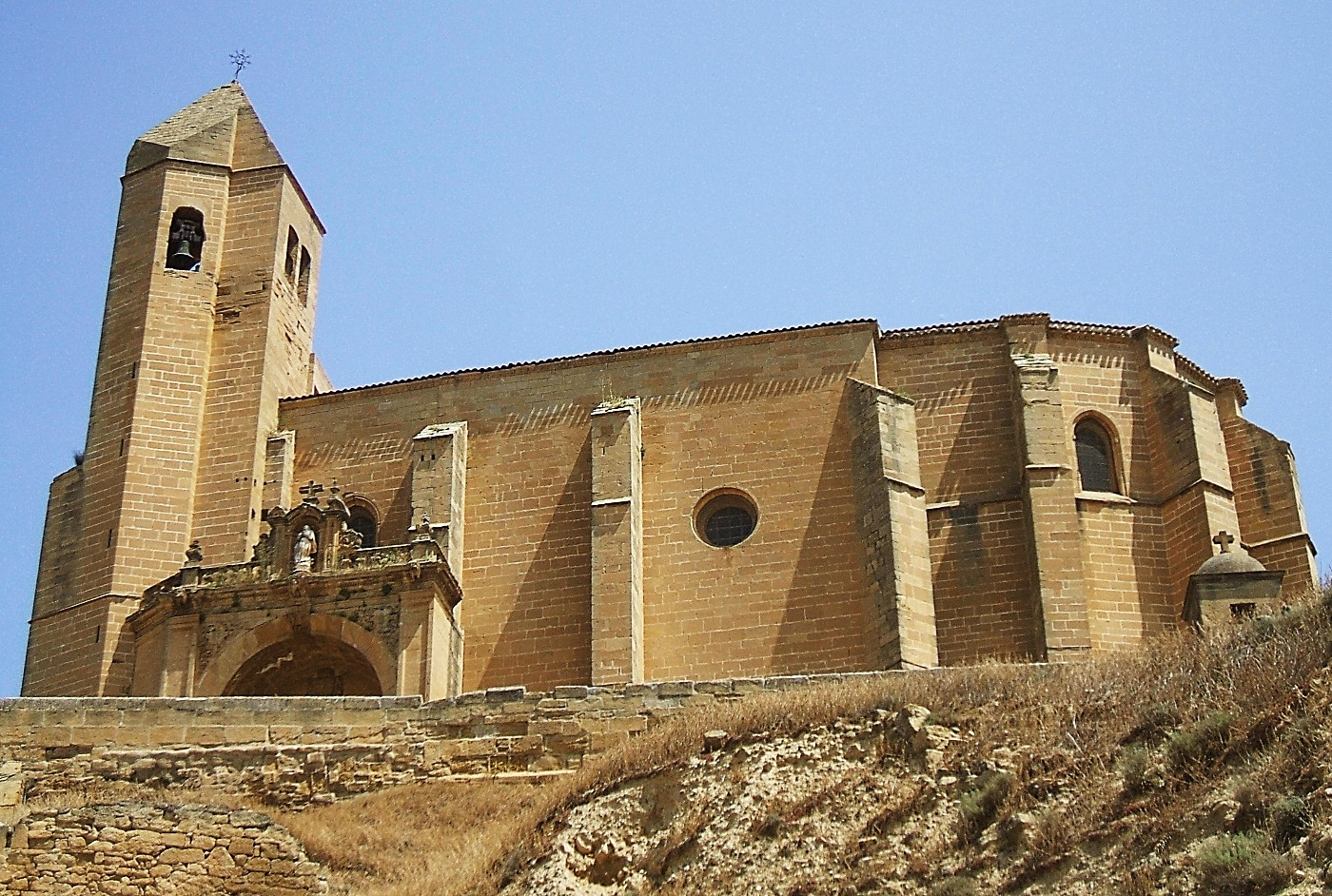
Парафіяльна церква Санта-Марія-ла-Майор